# Maja Nilsson Lindelöf
Maja Elisabeth Nilsson Lindelöf ([ˈlɪn.dɛˌløːv]), född Nilsson 21 december 1993 i Katrineholm, är en svensk influerare, framförallt aktiv på Instagram med över 200 000 följare, men har även en blogg som började på Hannah Graafs bloggportal Femme 2016.
Hon är gift med fotbollsspelaren Victor Nilsson Lindelöf och tillsammans har de tre barn. På Instagram beskriver hon hur det är att vara gift med en fotbollsspelare och samtidigt ha en karriär som influerare. Hon är frispråkig och uppmärksammas därför även av sportjournalister. Hon gjorde podcasten Livet på läktaren tillsammans med Sanna Dahlström som är gift med fotbollsspelaren John Guidetti. De hade blivit vänner genom sina respektive makar och pratade flera gånger dagligen. De tyckte att deras osammanhängande prat om högt och lågt borde vara perfekt för en podcast. Den började spelas in 2017, men slutade plötsligt efter 77 avsnitt i början av 2019, vilket ledde till spekulationer.
Under 2020 släppte hon en vår- och en höstkollektion i samarbete med klädföretaget Gina Tricot.
Nilsson blev 2020 ambassadör för UNICEF. Tillsammans med sina följare samlade hon in 1,4 miljoner svenska kronor 2019 och 3,6 miljoner 2020 till insamlingen för Musikhjälpen respektive år. Båda dessa var rekord för insamlingsbössor.